# Ленокс, Джеймс
Джеймс Ленокс (англ. James Lenox; 19 августа 1800 — 17 февраля 1880) — американский библиофил и филантроп. Его коллекция картин и книг составила основу созданной им Библиотеки Ленокса, а в 1895 году стала частью собрания Нью-Йоркской публичной библиотеки.

## Ранний период жизни
Ленокс родился в Нью-Йорке 19 августа 1800 года. Он был единственным выжившим сыном из шестерых детей Рэйчел (Кармер) Ленокс и Роберта Ленокса (1759—1839). Его отец, богатый торговец, уроженец Керкубри, Шотландия, эмигрировал в Америку во время Войны за независимость и поселился в 1783 году в Нью-Йорке. Дедом Ленокса по материнской линии был Николас Кармер, нью-йоркский производитель мебели.
После смерти отца в 1839 году Ленокс унаследовал состояние более миллиона долларов и 30 акров земли между Четвертой и Пятой авеню. После окончания Колумбийского колледжа он изучал право и был принят в коллегию адвокатов, но не практиковал.

## Карьера
Вскоре после получения статуса адвоката Ленокс отправился в путешествие по Европе, и, находясь за границей, начал собирать редкие книги. Это, наряду с коллекционированием произведений искусства, стало страстью его жизни. В течение полувека он посвятил большую часть своего времени и таланта формированию библиотеки и картинной галереи, не имевшей аналогов по стоимости в Новом Свете.
В 1870 году собранные им коллекции наряду с многими редкими рукописями, мраморными бюстами и статуями, мозаиками, гравюрами и пр. стали основой Библиотеки Ленокса в Нью-Йорке. Ленокс стал её первым президентом.
Библиотека располагалась на вершине холма на Пятой авеню, между 70-й и 71-й улицами, с видом на Центральный парк.
23 мая 1895 года Библиотека Ленокса была объединена с Библиотекой Астора и Фондом Тилдена для формирования фондов Нью-Йоркской публичной библиотеки.

## Библиотека Ленокса
Считалось, что коллекция Библий, включая Библию Гутенберга — как по количеству, так и по редкости — лучше даже коллекции, представленной в Британском музее. Коллекции книг по истории США («американа»), инкунабулы и шекспириана, собранные Леноксом, превосходили всё, имевшееся в частных и государственных библиотеках страны. Коллекция была оценена почти в миллион долларов. С учётом стоимости земли, здания и эндаумента (900 000 долларов) общая сумма составляла 2 000 000 долларов. В настоящее время на месте здания библиотеки находится другой дом с музеем «Коллекция Фрика».
Ленокс был основателем Пресвитерианской больницы (англ. Presbyterian Hospital) в г. Нью-Йорке, передав на её работу 600 000 долларов. Он сделал важные пожертвования Принстонскому колледжу и семинарии, а также передал средства многочисленным церквям и благотворительным организациям, связанным с пресвитерианской церковью. Ленокс был президентом и щедрым жертвователем Американского библейского общества (American Bible Society). Джеймс Грант Уилсон писал, что был посредникам при передаче анонимных дарений Ленокса бедствующим литераторам.
С 1854 года Ленокс был членом Американского антикварного общества и занимал пост вице-президента общества с 1868 по 1880 год.
Периодически Ленокс делал репринты редких изданий ограниченными тиражами (10—20 экз.), передавая их в некоторые крупные публичные библиотеки и известные частные коллекции. Портреты Ленокса писали известные американские художники: Фрэнсис Грант (1848) и Джордж Хили (1851), Дэниел Хантингтон (1874).

## Личная жизнь
Ленокс не был женат. Единственная женщина, к которой он был романтично привязан, отказала выйти за него и осталась одинокой после его смерти. Несчастная любовь привела его к затворничеству. Он отказался от встреч со своими выдающимися современниками.
Один известный ученый, который много недель провел в изучении редких книг, живя в выделенных ему покоях, получал книги на дом и ни разу не увиделся с их владельцем, Леноксом.
В 1855 году в Нью-Йорке было 19 миллионеров. Он был третьим по состоянию в этом списке, с активами стоимостью около трех миллионов долларов.
17 февраля 1880 года Ленокс умер в своем доме (Пятая авеню, д. 53) в Нью-Йорке. Он был похоронен на городском кладбище Марбл. Помимо нескольких благотворительных организаций, его наследство досталось многочисленным родственникам.
В его честь названа Ленокс-авеню (англ. Lenox Avenue) в Гарлеме. В честь его отца, Роберта Ленокса, назван Ленокс-Хилл — квартал в районе Ист-Сайд в Мидтауне.

## Комментарии
1. ↑  Сестра Ленокса — Rachel Carmer Lenox (род. 1792) была замужем за Дэвидом С. Кеннеди (en:David S. Kennedy; 1791—1853)[18]. Их сын Джеймс Ленокс Кеннеди (James Lenox Kennedy; 1823—1864) женился на Корнелии Ван Ренсселер (Cornelia Van Rensselaer; 1836—1864), дочери Генри Белла Ван Ренсселер (en:Henry Bell Van Rensselaer)[19]. Их сыном — внучатым племянником Ленокса — был Генри Ван Ренсселер Кеннеди (Henry Van Rensselaer Kennedy; 1863—1912), который женился на Мариан Роббинс (Marian Robbins; 1862—1946)[5][20].